# The 2nd Law
The 2nd Law er det sjette studiealbum fra det engelske rockband Muse. Albummet blev udgivet d. 28. september 2012 af Muses eget pladeselskab Helium 3. Der blev udgivet 5 singler fra albummet.

## Spor
Al musik komponeret af Matthew Bellamy, bortset fra "Save Me" og "Liquid State" af Chris Wolstenholme.
| Nr.           | Titel                          | Længde |
| ------------- | ------------------------------ | ------ |
| 1.            | "Supremacy"                    | 4:55   |
| 2.            | "Madness"                      | 4:39   |
| 3.            | "Panic Station"                | 3:03   |
| 4.            | "Prelude"                      | 0:57   |
| 5.            | "Survival"                     | 4:17   |
| 6.            | "Follow Me"                    | 3:51   |
| 7.            | "Animals"                      | 4:23   |
| 8.            | "Explorers"                    | 5:48   |
| 9.            | "Big Freeze"                   | 4:41   |
| 10.           | "Save Me"                      | 5:09   |
| 11.           | "Liquid State"                 | 3:03   |
| 12.           | "The 2nd Law: Unsustainable"   | 3:47   |
| 13.           | "The 2nd Law: Isolated System" | 4:59   |
| Total længde: | Total længde:                  | 53:49  |